# Том Чорскі
Том Чорскі (англ. Tom Chorske, нар. 18 вересня 1966, Міннеаполіс) — колишній американський хокеїст, що грав на позиції крайнього нападника.
Володар Кубка Стенлі. Провів понад 600 матчів у Національній хокейній лізі. 

## Ігрова кар'єра
Хокейну кар'єру розпочав 1985 року.
1985 року був обраний на драфті НХЛ під 16-м загальним номером командою «Монреаль Канадієнс». 
Протягом професійної клубної ігрової кар'єри, що тривала 13 років, захищав кольори команд «Монреаль Канадієнс», «Нью-Джерсі Девілс», «Оттава Сенаторс», «Нью-Йорк Айлендерс», «Вашингтон Кепіталс», «Калгарі Флеймс» та «Піттсбург Пінгвінс».
Загалом провів 646 матчів у НХЛ, включаючи 50 ігор плей-оф Кубка Стенлі.

## Нагороди та досягнення
- Бронзовий призер молодіжного чемпіонату світу 1986.
- Володар Кубка Стенлі в складі «Нью-Джерсі Девілс» — 1995.

## Статистика
| Сезон         | Клуб                      | Ліга          | Регулярний сезон | Регулярний сезон | Регулярний сезон | Регулярний сезон | Регулярний сезон | Плей-оф | Плей-оф | Плей-оф | Плей-оф | Плей-оф |
| Сезон         | Клуб                      | Ліга          | І                | Г                | П                | О                | ШХ               | І       | Г       | П       | О       | ШХ      |
| ------------- | ------------------------- | ------------- | ---------------- | ---------------- | ---------------- | ---------------- | ---------------- | ------- | ------- | ------- | ------- | ------- |
| 1985–86       | Міннесотський університет | НКАА          | 39               | 6                | 4                | 10               | 16               | —       | —       | —       | —       | —       |
| 1986–87       | Міннесотський університет | НКАА          | 47               | 20               | 22               | 42               | 20               | —       | —       | —       | —       | —       |
| 1988–89       | Міннесотський університет | НКАА          | 37               | 25               | 24               | 49               | 28               | —       | —       | —       | —       | —       |
| 1989–90       | «Шербрук Канадієнс»       | АХЛ           | 59               | 22               | 24               | 46               | 54               | 12      | 4       | 4       | 8       | 8       |
| 1989–90       | «Монреаль Канадієнс»      | НХЛ           | 14               | 3                | 1                | 4                | 2                | —       | —       | —       | —       | —       |
| 1990–91       | «Монреаль Канадієнс»      | НХЛ           | 57               | 9                | 11               | 20               | 32               | —       | —       | —       | —       | —       |
| 1991–92       | «Нью-Джерсі Девілс»       | НХЛ           | 76               | 19               | 17               | 36               | 32               | 7       | 0       | 3       | 3       | 4       |
| 1992–93       | «Ютіка Девілс»            | АХЛ           | 6                | 1                | 4                | 5                | 2                | —       | —       | —       | —       | —       |
| 1992–93       | «Нью-Джерсі Девілс»       | НХЛ           | 50               | 7                | 12               | 19               | 25               | 1       | 0       | 0       | 0       | 0       |
| 1993–94       | «Нью-Джерсі Девілс»       | НХЛ           | 76               | 21               | 20               | 41               | 32               | 20      | 4       | 3       | 7       | 0       |
| 1994–95       | «Нью-Джерсі Девілс»       | НХЛ           | 42               | 10               | 8                | 18               | 16               | 17      | 1       | 5       | 6       | 4       |
| 1994–95       | «Девілз» (Мілан)          | Серія А       | 7                | 11               | 5                | 16               | 6                | —       | —       | —       | —       | —       |
| 1995–96       | «Оттава Сенаторс»         | НХЛ           | 72               | 15               | 14               | 29               | 21               | —       | —       | —       | —       | —       |
| 1996–97       | «Оттава Сенаторс»         | НХЛ           | 68               | 18               | 8                | 26               | 16               | 5       | 0       | 1       | 1       | 2       |
| 1997–98       | «Нью-Йорк Айлендерс»      | НХЛ           | 82               | 12               | 23               | 35               | 39               | —       | —       | —       | —       | —       |
| 1998–99       | «Нью-Йорк Айлендерс»      | НХЛ           | 2                | 0                | 1                | 1                | 2                | —       | —       | —       | —       | —       |
| 1998–99       | «Вашингтон Кепіталс»      | НХЛ           | 17               | 0                | 2                | 2                | 4                | —       | —       | —       | —       | —       |
| 1998–99       | «Калгарі Флеймс»          | НХЛ           | 7                | 0                | 0                | 0                | 2                | —       | —       | —       | —       | —       |
| 1999–00       | «Піттсбург Пінгвінс»      | НХЛ           | 33               | 1                | 5                | 6                | 2                | —       | —       | —       | —       | —       |
| 2000–01       | «Х'юстон Аерос»           | ІХЛ           | 78               | 27               | 25               | 52               | 36               | 7       | 3       | 2       | 5       | 4       |
| Усього в НХЛ  | Усього в НХЛ              | Усього в НХЛ  | 596              | 115              | 122              | 237              | 225              | 50      | 5       | 12      | 17      | 10      |
| Усього в НКАА | Усього в НКАА             | Усього в НКАА | 123              | 51               | 50               | 101              | 64               | —       | —       | —       | —       | —       |